# Hudson (Dakota del Sur)
Hudson es un pueblo ubicado en el condado de Lincoln en el estado estadounidense de Dakota del Sur. En el Censo de 2010 tenía una población de 296 habitantes y una densidad poblacional de 405,27 personas por km².

## Geografía
Hudson se encuentra ubicado en las coordenadas 43°7′48″N 96°27′20″O / 43.13000, -96.45556. Según la Oficina del Censo de los Estados Unidos, Hudson tiene una superficie total de 0.73 km², de la cual 0.73 km² corresponden a tierra firme y (0%) 0 km² es agua.

## Demografía
Según el censo de 2010, había 296 personas residiendo en Hudson. La densidad de población era de 405,27 hab./km². De los 296 habitantes, Hudson estaba compuesto por el 98.31% blancos, el 0% eran afroamericanos, el 1.01% eran amerindios, el 0% eran asiáticos, el 0% eran isleños del Pacífico, el 0% eran de otras razas y el 0.68% pertenecían a dos o más razas. Del total de la población el 0% eran hispanos o latinos de cualquier raza.